# Primavera di bellezza
Primavera di bellezza è un romanzo di Beppe Fenoglio, pubblicato nel 1959. Ha vinto il premio Prato.

## Trama
Il protagonista Johnny è un giovane allievo ufficiale albese, intellettuale e amante della lingua inglese, molto simile all'autore. Il romanzo descrive le vicende di Johnny attraverso tre momenti fondamentali: la vita militare nell'Esercito, lo sbandamento dell'8 settembre e la vita partigiana nelle Langhe.
Arruolato all'inizio della seconda guerra mondiale, Johnny finisce come molti altri sbandato dopo l'annuncio dell'armistizio di Cassibile e, tornato al nord, diventa partigiano riscattando la sua dignità morale.

## Lessico e stile
Nel racconto si trovano riflessioni in lingua inglese.

## Edizioni
- Primavera di bellezza, Collana Romanzi moderni, Milano, Garzanti, 1959. - Collana I bianchi, Garzanti, 1970; Collana I garzanti, Garzanti, 1976.
- Primavera di bellezza, Collana Nuovi Coralli n.369, Torino, Einaudi, 1985, ISBN 978-88-065-7323-2. - Prefazione di Oreste Del Buono, Collana Einaudi Tascabili n.65, Einaudi, 1991, ISBN 978-88-061-2706-0; Collana ET Scrittori, Einaudi, 2015.
- Primavera di bellezza, Introduzione di Piero Negri Scaglione, testo di Oreste Del Buono, Collana ET Scrittori, Torino, Einaudi, 2023, ISBN 978-88-062-5822-1.